# Aeropuerto de Londres-Gatwick
El Aeropuerto de Londres Gatwick (en inglés London Gatwick) (IATA: LGW, OACI: EGKK), o simplemente Gatwick, es el segundo aeropuerto más grande de Londres y el segundo de mayor movimiento del Reino Unido tras el Aeropuerto de Heathrow. Es el vigesimosegundo aeropuerto (séptimo en términos de pasajeros internacionales) en el mundo en términos de pasajeros por año. Está ubicado en Crawley, West Sussex (originalmente Charlwood, Surrey) a 5 km hacia el norte desde el centro de la ciudad, a 46 km en dirección sur desde Londres por la autopista M23 y a 40 km hacia el norte de Brighton.

## Descripción
El Aeropuerto Gatwick de Londres tiene una licencia de aeródromo de uso público (número P528) de la Autoridad de Aviación Civil, que le permite operar vuelos para el transporte de pasajeros o para instrucciones de vuelo.
En 2005, el aeropuerto manejó más de 32.6 millones de pasajeros, ofreciendo más de 200 destinos. A las aerolíneas de vuelos chárter generalmente no les permiten operar desde el Aeropuerto de Heathrow y muchos utilizan el Aeropuerto de Gatwick como sus bases. Muchos vuelos hacia y desde los Estados Unidos también utilizan el Aeropuerto de Gatwick a causa de las restricciones sobre los vuelos transatlánticos que rigen en el Aeropuerto de Heathrow. El aeropuerto es un centro de conexión secundario para British Airways.
En 1979, cuando la última expansión importante tuvo lugar, se llegó a un acuerdo con el gobierno local para limitar cualquier expansión adicional hasta 2019, pero recientes propuestas para la construcción de una segunda pista adecuada para aeronaves de mayor tamaño en el aeropuerto provocó protestas por lo que significaría un aumento de la contaminación sonora y ambiental, y la demolición de casas y villas. El gobierno finalmente ha decidido expandir los aeropuertos de Stansted y Heathrow, pero no Gatwick. Los propietarios de Gatwick, han publicado una nueva consulta que incluye una posible segunda pista al sur del aeropuerto, pero deja los pueblos de Charlwood y Hookwook intactos, ya que se encuentran hacia el norte de aeropuerto.
El aeropuerto está unido con el centro de Londres gracias a la estación del Aeropuerto de Gatwick.
Como muchos otros aeropuertos, el estacionamiento para automóviles es limitado. Esto se debe en parte a las restricciones del planeamiento local. Las instalaciones están a menudo al máximo de su capacidad durante los meses de verano.

## Historia
El nombre "Gatwick" se remonta a 1241, y fue el nombre de un feudo en la ubicación del aeropuerto hasta el siglo XIX. Deriva de los términos gāt (cabra) y wīc (estancia) del inglés antiguo.
En 1891, fue creado un hipódromo en Gatwick al lado del ferrocarril Londres-Brighton. Fue construida una estación ferroviaria que incluía apartaderos para los remolques. El hipódromo se hizo popular y se realizaban carreras con y sin obstáculos. Durante la Primera Guerra Mundial se llevó a cabo el Grand National.
En los años 1920, tierras adyacentes al hipódromo en Hunts Green Farm a lo largo de Tinsley Green Lane fueron utilizadas como aeródromo y obtuvo la licencia en agosto de 1930. El Surrey Aero Club se formó en 1930 y utilizó el casco de la estancia como su primer casa club.

### Dron
En diciembre de 2018, todos los despegues y aterrizajes fueron cancelados por casi dos días a causa de avistamientos de drones. Un hombre y una mujer fueron detenidos, pero la policía los liberó sin cargos y dijo que hay que tener presente la posibilidad de que no haya habido ningún dron en primer lugar. La investigación continúa.

## Terminales

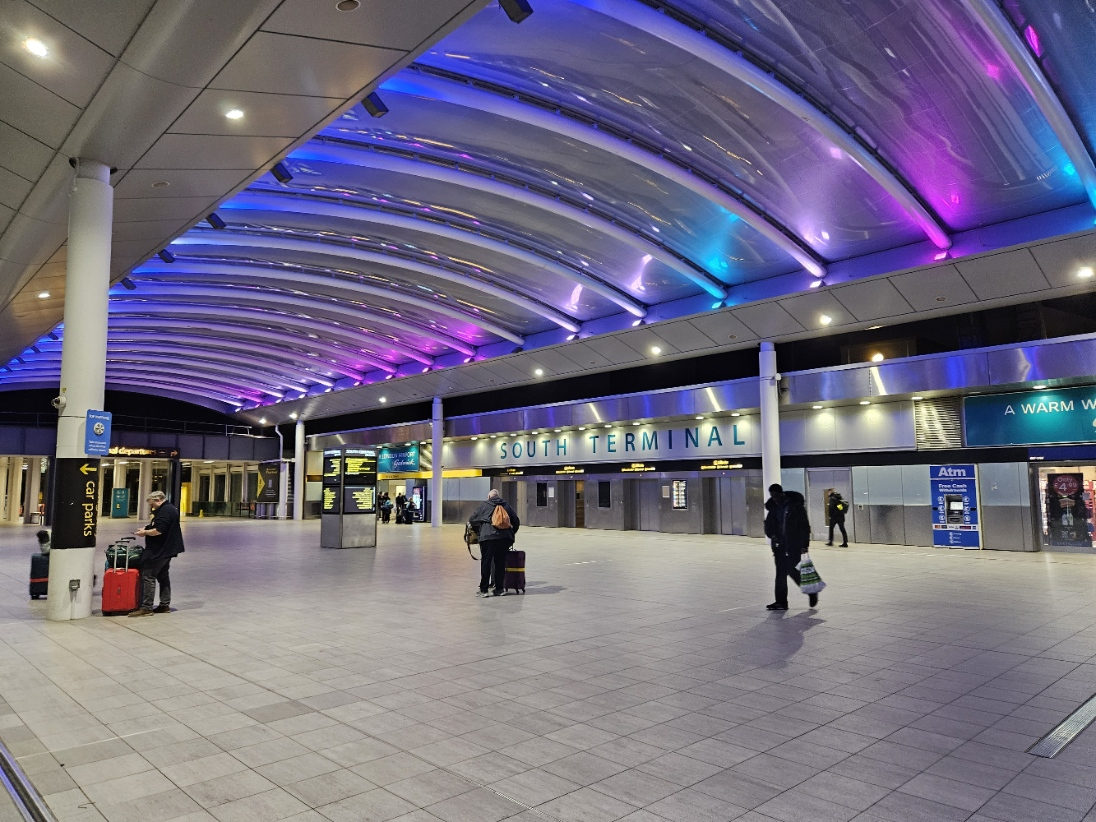
Entrada de la Terminal Sur.

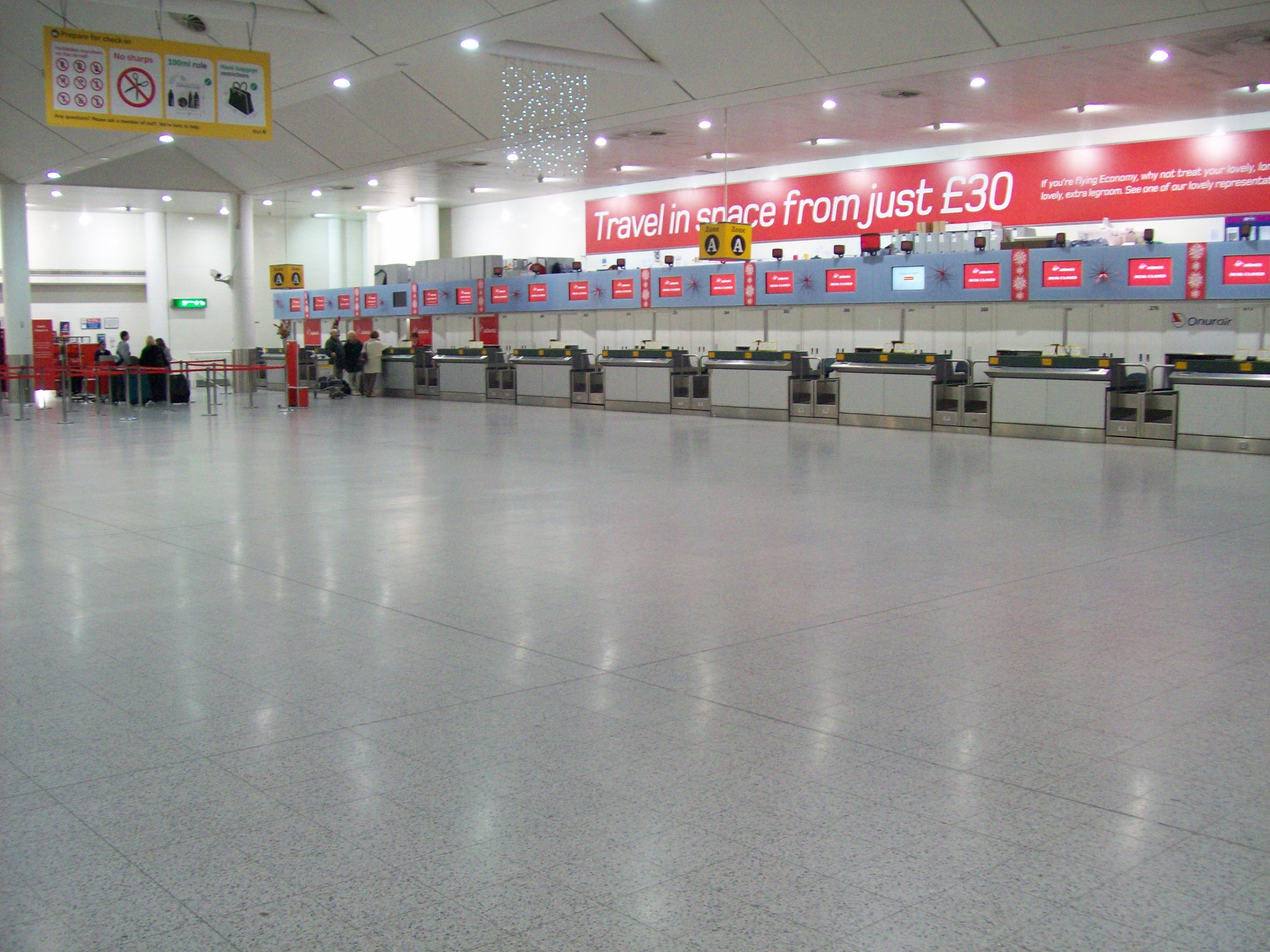
Mostradores de la Terminal Sur.

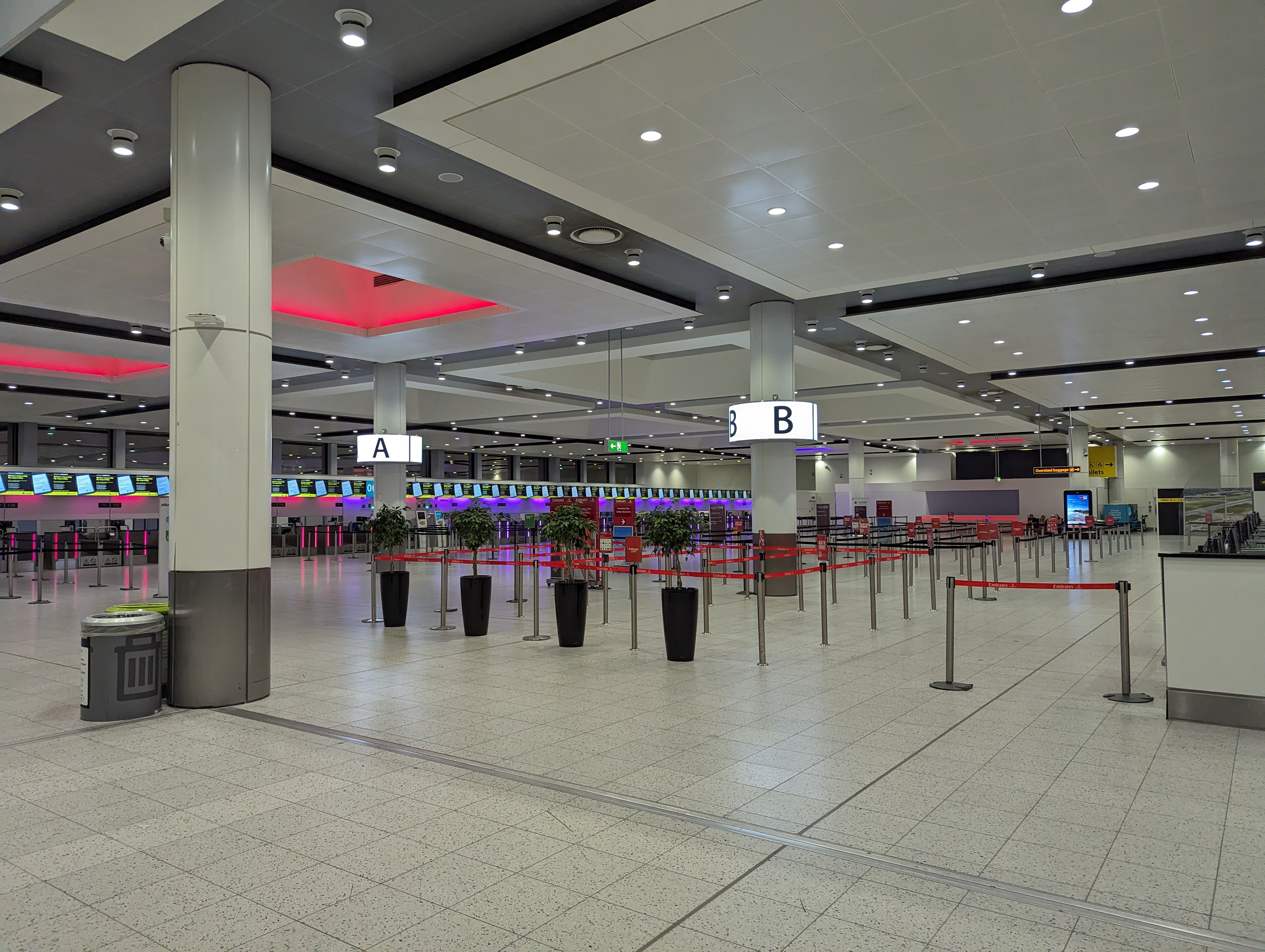
Mostradores de la Terminal Norte.

El aeropuerto tiene dos terminales, Sur y Norte, con 65 puertas en total. Ambas tienen tiendas y restaurantes del lado tierra y aire, y todas las áreas son accesibles para pasajeros discapacitados. Hay instalaciones para cambiar y alimentar al bebé. Los viajeros de negocios cuentan con salones especializados. Las terminales norte y sur están conectadas por un transportador de personas automatizado de dos vías elevado y de 1.21 km. No se conectan una vez pasada la seguridad.

### Terminal Sur
La Terminal Sur tiene 32 puertas con pasarelas y 7 puertas remotas. La inauguración oficial del muelle central de lo que hoy es la Terminal Sur, con 11 puestos de estacionamiento para aviones, tuvo lugar el 9 de junio de 1958. Gatwick fue uno de los primeros aeropuertos del mundo con una terminal cerrada basada en un muelle, que permitía a los pasajeros caminar de forma cubierta hasta áreas de espera cerca de la aeronave (con solo una corta caminata al aire libre). Otra característica de la nueva terminal aérea de Gatwick fue su diseño modular, que permitió una expansión posterior por etapas. A medida que creció el número de pasajeros, se añadió un muelle satélite circular al edificio de la terminal. Estaba conectado a la terminal principal mediante el primer sistema automatizado de transporte de personas del Reino Unido. Este reemplazó al Muelle Norte original que data de 1962; posteriormente, el transportador de personas fue reemplazado por una pasarela y pasillos móviles.
La Terminal Sur estuvo cerrada temporalmente a partir de junio de 2020, y todas las aerolíneas que normalmente operaban desde esta terminal fueron reubicadas en la Terminal Norte, debido a la fuerte disminución del tráfico de pasajeros como resultado del impacto devastador de la pandemia de COVID-19. Reabrió sus puertas por completo en marzo de 2022. Durante el tiempo que no estuvo en funcionamiento, se utilizó como lugar de rodaje remoto de la decimocuarta temporada del programa de televisión Taskmaster.

### Terminal Norte
La Terminal Norte tiene 31 puertas con pasarelas, incluidas tres que pueden soportar un Airbus A380. La construcción de la Terminal Norte comenzó en un terreno previamente reservado para una segunda pista en el borrador del plan de mayo de 1970. Este fue el proyecto de construcción más grande al sur de Londres en la década de 1980, con un costo de £200 millones. En 1991 se añadió un segundo muelle para aviones a la Terminal Norte. El 16 de mayo de 2005, el nuevo Muelle 6 se inauguró por £110 millones, añadiendo 11 puestos de estacionamiento para aviones en el muelle. El muelle está conectado al edificio principal de la Terminal Norte por el segundo puente aéreo de pasajeros más grande del mundo, que abarca una calle de rodaje y ofrece a los pasajeros vistas del aeropuerto y de los aviones en rodaje.
El ex primer ministro John Major inauguró una gran ampliación de la terminal en noviembre de 2011.

### Asignaciones y reordenamientos de terminales
Como parte de una asociación comercial estratégica de siete años entre Gatwick e easyJet, el aeropuerto propuso varios cambios en las ubicaciones de las terminales de las aerolíneas individuales. Esto haría que easyJet consolidara todas sus operaciones de Gatwick en la Terminal Norte, mientras que British Airways y Virgin Atlantic intercambiarían sus terminales. Gatwick cree que estos movimientos de terminales mejoran la eficiencia operativa y la resiliencia del aeropuerto, ya que el uso de diferentes terminales por parte de easyJet y British Airways reduce la presión sobre las áreas de documentación, seguridad, embarque y plataforma de la Terminal Norte en las horas pico. Además, un intercambio de terminal por parte de Virgin libera espacio en salas VIP y puertas de embarque para los pasajeros de larga distancia de BA en la Terminal Sur y, a diferencia de los horarios actuales de corta distancia de BA, los horarios de larga distancia de Virgin no chocan con la apretada agenda de easyJet en la Terminal Norte debido a las diferentes horas pico de las aerolíneas.
En enero de 2015 se confirmó que British Airways trasladaría todos sus vuelos a la Terminal Sur en noviembre de 2016, mientras que todos los vuelos de easyJet se consolidarían en la Terminal Norte al mismo tiempo. Sin embargo, en febrero de 2016 se decidió posponer la reubicación acordada de las aerolíneas hasta el 25 de enero de 2017, para evitar interrupciones operativas durante la temporada navideña 2016-17 y para dar a todas las partes involucradas tiempo suficiente para abordar cualquier problema imprevisto antes de las vacaciones de mitad de período de febrero de 2017. La reubicación de estas aerolíneas se llevó a cabo en la fecha revisada del 25 de enero de 2017.

## Aerolíneas y destinos

### Pasajeros
| Aerolíneas              | Destinos |
| ----------------------- | --- |
| Aegean Airlines         | Estacional: Atenas |
| Air Arabia              | Tánger |
| Air China               | Pekín–Capital, Shanghái–Pudong |
| Air Europa              | Madrid |
| Air Mauritius           | Mauricio |
| Air Peace               | Abuya (inicia el 28 de octurbe de 2025), Lagos |
| Air Sierra Leone        | Freetown |
| Air Transat             | Toronto–Pearson Estacional: Montreal–Trudeau |
| airBaltic               | Riga, Tallin |
| Atlantic Airways        | Estacional: Vágar |
| Aurigny                 | Guernsey |
| Azerbaijan Airlines     | Bakú |
| British Airways         | Acra, Agadir, Argel, Alicante, Antigua, Aruba, Burdeos, Cancún, Dublín, Dubrovnik, Faro, Funchal, Georgetown–Cheddi Jagan, Glasgow, Gran Canaria, Graz (inicia el 21 de noviembre de 2025), Granada, Islamabad, Jersey, Kingston–Norman Manley, Lanzarote, Lárnaca, Málaga, Malta, Marrakech, Mauricio, Niza, Oporto, Orlando, Palma de Mallorca, Puerto España, Punta Cana, Rabat (inicia el 5 de noviembre de 2025), Salzburgo, San Cristóbal y Nieves, Santa Lucía–Hewanorra, Sevilla, Tampa, Tenerife–Sur, Tobago, Turín, Verona Estacional: Antalya, Bangkok–Suvarnabhumi, Bari, Cagliari, Ciudad del Cabo, Catania, Chambéry, Corfú, Cos, Dalaman, Fuerteventura, Ginebra, Grenoble, Heraclión, Ibiza, Innsbruck, Ivalo, Las Vegas, Lyon, Menorca, Montpellier, Nueva York–JFK, Pafos, Rodas, Salerno, Salónica, San José (CR), Sharm el-Sheij, Vancouver |
| China Eastern Airlines  | Shanghái–Pudong |
| China Southern Airlines | Cantón, Zhengzhou |
| Corendon Airlines       | Estacional: Antalya, Heraclión |
| Croatia Airlines        | Estacional: Split |
| Delta Air Lines         | Estacional: Nueva York–JFK |
| Eastern Airways         | Newquay |
| easyJet                 | Aberdeen, Agadir, Akureyri, Alicante, Almería, Ámsterdam, Antalya, Atenas, Barcelona, Bari, Basilea/Mulhouse, Belfast-City, Belfast–International, Berlín, Bolonia, Burdeos, Budapest, Catania, Copenhague, Cracovia, Dalaman, Düsseldorf, Edimburgo, Enfidha, Estrasburgo, Faro, Fuerteventura, Funchal, Ginebra, Gibraltar, Glasgow, Gran Canaria, Hamburgo, Hurgada, Innsbruck, Inverness, Isla de Man, Jersey, Lanzarote, Lárnaca, Lisboa, Liubliana, Lyon, Madrid, Málaga, Malta, Marrakech, Marsella, Milán–Linate, Milán–Malpensa, Montpellier, Múnich, Murcia, Nantes, Nápoles, Niza, Olbia, Oporto, Palma de Mallorca, Pafos, París–Charles de Gaulle, Pisa, Praga, Reikiavik–Keflavík, Rennes, Roma–Fiumicino, Sal, Salónica, Sevilla, Sharm el-Sheij, Sofía, Tenerife–Sur, Toulouse (reinicia el 26 de octubre de 2025), Turín, Valencia, Venecia, Verona, Zúrich Estacional: Ancona, Bastia, Biarritz, Bodrum, Brest, Bríndisi, Burgas, Cagliari, Calvi, Cefalonia, Corfú, Cos, Dubrovnik, Esmirna, Figari, Friedrichshafen, Grenoble, Heraclión, Ibiza, Kalamata, Kittilä, La Canea, La Rochelle, Luxor, Menorca, Miconos, Palermo, Préveza/Lefkada, Pula, Rodas, Rijeka, Rímini, Rovaniemi, Sälen-Trysil (inicia el 6 de diciembre de 2025), Salerno, Salzburgo, Santiago de Compostela, Santorini, Scíathos, Split, Tivat, Tolón, Tromsø, Zadar, Viena (inicia el 4 de diciembre de 2025), Zante |
| Emirates                | Dubái–International |
| Ethiopian Airlines      | Adís Abeba |
| FlyErbil                | Erbil |
| Gulf Air                | Baréin |
| Iberia Express          | Madrid |
| Icelandair              | Reikiavik–Keflavík |
| ITA Airways             | Estacional: Roma–Fiumicino |
| JetBlue Airways         | Estacional: Boston |
| Kenya Airways           | Nairobi–Jomo Kenyatta |
| KM Malta Airlines       | Malta |
| Mavi Gök Airlines       | Estacional: Antalya |
| Norse Atlantic Airways  | Bangkok–Suvarnabhumi (inicia el 26 de octubre de 2025), Los Ángeles, Miami, Nueva York–JFK, Orlando Estacional: Ciudad del Cabo |
| Norwegian Air Shuttle   | Bergen, Billund, Copenhague, Estocolmo-Arlanda, Helsinki, Oslo, Stavanger, Trondheim Estacional: Ålesund, Gotemburgo, Riga, Rovaniemi, Tromsø |
| Nouvelair               | Túnez |
| Qatar Airways           | Doha |
| Royal Air Maroc         | Casablanca Estacional: Tánger |
| Royal Brunei Airlines   | Estacional: Bandar Seri Begawan |
| Ryanair                 | Alicante, Cork, Dublín, Shannon |
| Saudia                  | Neom, Yeda |
| Singapore Airlines      | Singapur |
| Sky Express             | Atenas |
| SkyAlps                 | Bolzano |
| SunExpress              | Antalya Estacional: Bodrum (inicia el 4 de mayo de 2026), Dalaman, Esmirna |
| Swisss                  | Zúrich Estacional: Ginebra |
| TAP Air Portugal        | Lisboa, Oporto |
| TUI Airways             | Agadir, Boa Vista, Cancún, Enfidha, Fuerteventura, Gran Canaria, Hurgada, Lanzarote, La Palma, Marrakech, Montego Bay, Punta Cana, Sal, Sharm el-Sheij, Tenerife–Sur Estacional: Alicante, Antalya, Banjul, Barbados, Bodrum, Budapest, Burgas, Cefalonia, Chambéry, Corfú, Cos, Dakar–Diass, Dalaman, Dubrovnik, Esmirna, Faro, Gerona, Ginebra (reinicia el 20 de diciembre de 2025), Goa–Mopa, Heraclión, Ibiza, Innsbruck, Ivalo, Jerez de la Frontera, Kavala, Kittilä, Kuusamo, La Canea, La Romana, Lamezia Terme, Lárnaca, Liberia (CR), Luxor, Málaga, Marsa Alam, Melbourne/Orlando, Menorca, Nápoles, Ohrid (reinicia el 27 de mayo de 2026), Olbia, Oslo, Pafos, Palma de Mallorca, Phuket, Préveza/Lefkada, Puerto Vallarta, Pula, Reikiavik–Keflavík, Reus, Rodas, Rovaniemi, Sälen-Trysil (inicia el 21 de diciembre de 2025), Salónica, Salzburgo, Sarajevo, Samos, Scíathos, Sofía, Split, Toulouse, Turín, Verona, Zante Chárter Estacional: Mauricio |
| Tunisair                | Túnez |
| Turkish Airlines        | Estambul |
| Turkmenistan Airlines   | Asjabad |
| Uganda Airlines         | Entebbe |
| Uzbekistan Airways      | Tashkent |
| Volotea                 | Brest |
| Vueling                 | Asturias, Barcelona, Bilbao, Florencia, La Coruña, Málaga, París-Orly, Roma–Fiumicino, Santiago de Compostela, Sevilla, Valencia Estacional: Alicante |
| WestJet                 | Estacional: Halifax, San Juan de Terranova |
| Wizz Air UK             | Antalya, Atenas, Breslavia, Budapest, Cracovia, Estambul, Lárnaca, Málaga, Medina, Milán–Malpensa (finaliza el 25 de octubre de 2025), Praga, Roma–Fiumicino (finaliza el 25 de octubre de 2025), Tirana (inicia el 26 de octubre de 2025) Varna, Varsovia–Chopin, Varna, Viena, Yeda Estacional: Agadir, Catania, Dalaman, Faro, Grenoble, Hurgada, Lyon, Marrakech, Podgorica, Sharm el-Sheij |

### Destinos nacionales
Se brinda servicio a 5 ciudades dentro del país a cargo de 3 aerolíneas.
| Aberdeen (ABZ)  | • |   |   | 1 |
| Edimburgo (EDI) | • |   |   | 1 |
| Glasgow (GLA)   | • | • |   | 2 |
| Inverness (INV) | • |   |   | 1 |
| Newquay (NQY)   |   |   | • | 1 |
| Total           | 4 | 1 | 1 | 5 |

### Destinos internacionales
| Ciudades por país                               | Nombre del aeropuerto                                                    | Aerolíneas |        |
| África                                          | África                                                                   | África | África |
| ----------------------------------------------- | ------------------------------------------------------------------------ | --- | ------ |
| Argelia (1 destino, 1 aerolínea)                |                                                                          | |        |
| Argel                                           | Aeropuerto Internacional Houari Boumedienne                              | British Airways |        |
| Cabo Verde (2 destinos, 2 aerolíneas)           |                                                                          | |        |
| Boa Vista                                       | Aeropuerto Internacional Aristides Pereira                               | TUI Airways |        |
| Sal                                             | Aeropuerto Internacional Amílcar Cabral                                  | easyJet / TUI Airways |        |
| Egipto (4 destinos, 4 aerolíneas)               |                                                                          | |        |
| Hurgada                                         | Aeropuerto Internacional de Hurghada                                     | easyJet / TUI Airways / Wizz Air UK (Estacional) |        |
| Luxor                                           | Aeropuerto Internacional de Luxor                                        | easyJet / TUI Airways (Estacional) |        |
| Marsa Alam                                      | Aeropuerto Internacional de Marsa Alam                                   | TUI Airways (Estacional) |        |
| Sharm el-Sheij                                  | Aeropuerto Internacional de Sharm el-Sheij                               | British Airways / easyJet / TUI Airways / Wizz Air UK (Estacional) |        |
| Etiopía (1 destino, 1 aerolínea)                |                                                                          | |        |
| Adís Abeba                                      | Aeropuerto Internacional Bole                                            | Ethiopian Airlines |        |
| Gambia (1 destino, 1 aerolínea)                 |                                                                          | |        |
| Banjul                                          | Aeropuerto Internacional Yundum                                          | TUI Airways (Estacional) |        |
| Ghana (1 destino, 1 aerolínea)                  |                                                                          | |        |
| Acra                                            | Aeropuerto Internacional de Kotoka                                       | British Airways |        |
| Kenia (1 destino, 1 aerolínea)                  |                                                                          | |        |
| Nairobi                                         | Aeropuerto Internacional Jomo Kenyatta                                   | Kenya Airways |        |
| Marruecos (5 destinos, 6 aerolíneas)            |                                                                          | |        |
| Agadir                                          | Aeropuerto de Agadir-Al Massira                                          | British Airways / easyJet / TUI Airways / Wizz Air UK (Estacional) |        |
| Casablanca                                      | Aeropuerto Internacional Mohammed V                                      | Royal Air Maroc |        |
| Marrakech                                       | Aeropuerto de Marrakech-Menara                                           | British Airways / easyJet / TUI Airways / Wizz Air UK |        |
| Rabat                                           | Aeropuerto de Rabat-Salé                                                 | British Airways (inicia el 5 de noviembre de 2025) |        |
| Tánger                                          | Aeropuerto de Tánger-Ibn Battuta                                         | Air Arabia / Royal Air Maroc (Estacional) |        |
| Mauricio (1 destino, 3 aerolíneas)              |                                                                          | |        |
| Mauricio                                        | Aeropuerto Internacional Sir Seewoosagur Ramgoolam                       | Air Mauritius / British Airways / TUI Airways (Chárter Estacional) |        |
| Nigeria (2 destinos, 1 aerolínea)               |                                                                          | |        |
| Abuya                                           | Aeropuerto Internacional Nnamdi Azikiwe                                  | Air Peace (inicia el 28 de octurbe de 2025) |        |
| Lagos                                           | Aeropuerto Internacional Murtala Muhammed                                | Air Peace |        |
| Senegal (1 destino, 1 aerolínea)                |                                                                          | |        |
| Dakar                                           | Aeropuerto Internacional Blaise Diagne                                   | TUI Airways |        |
| Uganda (1 destino, 1 aerolínea)                 |                                                                          | |        |
| Entebbe                                         | Aeropuerto Internacional de Entebbe                                      | Uganda Airlines |        |
| Sierra Leona (1 destino, 1 aerolínea)           |                                                                          | |        |
| Freetown                                        | Aeropuerto Internacional de Lungi                                        | Air Sierra Leone |        |
| Sudáfrica (1 destino, 2 aerolíneas)             |                                                                          | |        |
| Ciudad del Cabo                                 | Aeropuerto Internacional de Ciudad del Cabo                              | British Airways (Estacional) / Norse Atlantic Airways (Estacional) |        |
| Túnez (2 destinos, 5 aerolíneas)                |                                                                          | |        |
| Enfidha                                         | Aeropuerto Internacional de Enfidha-Hammamet                             | easyJet / TUI Airways |        |
| Túnez                                           | Aeropuerto Internacional de Túnez-Cartago                                | Nouvelair / Tunisair |        |
| Norteamérica                                    |                                                                          | |        |
| Canadá (5 destinos, 3 aerolíneas)               |                                                                          | |        |
| Halifax                                         | Aeropuerto Internacional de Halifax-Stanfield                            | WestJet (Estacional) |        |
| Montreal                                        | Aeropuerto Internacional Pierre Elliott Trudeau                          | Air Transat (Estacional) |        |
| San Juan de Terranova                           | Aeropuerto Internacional de San Juan de Terranova                        | WestJet (Estacional) |        |
| Toronto                                         | Aeropuerto Internacional Toronto Pearson                                 | Air Transat |        |
| Vancouver                                       | Aeropuerto Internacional de Vancouver                                    | British Airways (Estacional) |        |
| Estados Unidos (9 destinos, 5 aerolíneas)       |                                                                          | |        |
| Boston                                          | Aeropuerto Internacional Logan                                           | JetBlue Airways (Estacional) |        |
| Las Vegas                                       | Aeropuerto Internacional Harry Reid                                      | British Airways (Estacional) |        |
| Los Ángeles                                     | Aeropuerto Internacional de Los Ángeles                                  | Norse Atlantic Airways |        |
| Miami                                           | Aeropuerto Internacional de Miami                                        | Norse Atlantic Airways |        |
| Nueva York                                      | Aeropuerto Internacional John F. Kennedy                                 | British Airways (Estacional) / Delta Air Lines (Estacional) / Norse Atlantic Airways                                                                                        |        |
| Orlando                                         | Aeropuerto Internacional de Orlando                                      | British Airways / Norse Atlantic Airways (Estacional) |        |
| Orlando                                         | Aeropuerto Internacional de Orlando-Melbourne                            | TUI Airways (Estacional) |        |
| Tampa                                           | Aeropuerto Internacional de Tampa                                        | British Airways |        |
| México (2 destinos, 2 aerolíneas)               |                                                                          | |        |
| Cancún                                          | Aeropuerto Internacional de Cancún                                       | British Airways / TUI Airways |        |
| Puerto Vallarta                                 | Aeropuerto Internacional de Puerto Vallarta                              | TUI Airways (Estacional) |        |
| Centroamérica y El Caribe                       |                                                                          | |        |
| Antigua y Barbuda (1 destino, 1 aerolínea)      |                                                                          | |        |
| Antigua                                         | Aeropuerto Internacional V. C. Bird                                      | British Airways |        |
| Aruba (1 destino, 1 aerolínea)                  |                                                                          | |        |
| Oranjestad                                      | Aeropuerto Internacional Reina Beatrix                                   | British Airways |        |
| Barbados (1 destino, 1 aerolínea)               |                                                                          | |        |
| Barbados                                        | Aeropuerto Internacional Grantley Adams                                  | TUI Airways (Estacional) |        |
| Costa Rica (2 destinos, 2 aerolíneas)           |                                                                          | |        |
| San José                                        | Aeropuerto Internacional Juan Santamaría                                 | British Airways (Estacional) |        |
| Liberia                                         | Aeropuerto de Guanacaste                                                 | TUI Airways |        |
| Granada (1 destino, 1 aerolínea)                |                                                                          | |        |
| Granada                                         | Aeropuerto Internacional Maurice Bishop                                  | British Airways |        |
| Jamaica (2 destinos, 2 aerolíneas)              |                                                                          | |        |
| Kingston                                        | Aeropuerto Internacional Norman Manley                                   | British Airways |        |
| Montego Bay                                     | Aeropuerto Internacional Sir Donald Sangster                             | TUI Airways |        |
| República Dominicana (2 destinos, 2 aerolíneas) |                                                                          | |        |
| La Romana                                       | Aeropuerto Internacional de La Romana                                    | TUI Airways (Estacional) |        |
| Punta Cana                                      | Aeropuerto Internacional de Punta Cana                                   | British Airways / TUI Airways |        |
| San Cristóbal y Nieves (1 destino, 1 aerolínea) |                                                                          | |        |
| San Cristóbal y Nieves                          | Aeropuerto Internacional Robert L. Bradshaw                              | British Airways |        |
| Santa Lucía (1 destino, 1 aerolínea)            |                                                                          | |        |
| Santa Lucía                                     | Aeropuerto Internacional Hewanorra                                       | British Airways |        |
| Trinidad y Tobago (2 destinos, 1 aerolínea)     |                                                                          | |        |
| Puerto España                                   | Aeropuerto Internacional de Piarco                                       | British Airways |        |
| Tobago                                          | Aeropuerto Internacional Arturo Napoleón Raymond Robinson                | British Airways |        |
| Sudamérica                                      |                                                                          | |        |
| Guyana (1 destino, 1 aerolínea)                 |                                                                          | |        |
| Georgetown                                      | Aeropuerto Internacional Cheddi Jagan                                    | British Airways |        |
| Asia                                            |                                                                          | |        |
| Arabia Saudita (3 destinos, 2 aerolíneas)       |                                                                          | |        |
| Medina                                          | Aeropuerto Príncipe Mohammad Bin Abdulaziz                               | Wizz Air UK |        |
| Neom                                            | Aeropuerto de la bahía de Neom                                           | Saudia |        |
| Yeda                                            | Aeropuerto Internacional Rey Abdulaziz                                   | Saudia / Wizz Air UK |        |
| Azerbaiyán (1 destino, 1 aerolínea)             |                                                                          | |        |
| Bakú                                            | Aeropuerto Internacional Heydar Aliyev                                   | Azerbaijan Airlines |        |
| Baréin (1 destino, 1 aerolínea)                 |                                                                          | |        |
| Baréin                                          | Aeropuerto Internacional de Baréin                                       | Gulf Air |        |
| Brunéi (1 destino, 1 aerolínea)                 |                                                                          | |        |
| Bandar Seri Begawan                             | Aeropuerto Internacional de Brunéi                                       | Royal Brunei Airlines (Estacional) |        |
| Catar (1 destino, 1 aerolínea)                  |                                                                          | |        |
| Doha                                            | Aeropuerto Internacional Hamad                                           | Qatar Airways |        |
| China (4 destinos, 3 aerolíneas)                |                                                                          | |        |
| Cantón                                          | Aeropuerto Internacional de Cantón-Baiyun                                | China Southern Airlines |        |
| Pekín                                           | Aeropuerto Internacional de Pekín-Capital                                | Air China |        |
| Shanghái                                        | Aeropuerto Internacional de Shanghái-Pudong                              | Air China / China Eastern Airlines |        |
| Zhengzhou                                       | Aeropuerto Internacional de Zhengzhou Xinzheng                           | China Southern Airlines |        |
| EAU (1 destino, 1 aerolínea)                    |                                                                          | |        |
| Dubái                                           | Aeropuerto Internacional de Dubái                                        | Emirates |        |
| India (1 destino, 1 aerolínea)                  |                                                                          | |        |
| Goa                                             | Aeropuerto Internacional Manohar                                         | TUI Airways (Estacional) |        |
| Irak (1 destino, 1 aerolínea)                   |                                                                          | |        |
| Erbil                                           | Aeropuerto Internacional de Erbil                                        | Wizz Air UK |        |
| Pakistán (1 destino, 1 aerolínea)               |                                                                          | |        |
| Islamabad                                       | Nuevo Aeropuerto Internacional de Islamabad                              | British Airways |        |
| Singapur (1 destino, 1 aerolínea)               |                                                                          | |        |
| Singapur                                        | Aeropuerto Internacional de Singapur                                     | Singapore Airlines |        |
| Tailandia (2 destinos, 3 aerolíneas)            |                                                                          | |        |
| Bangkok                                         | Aeropuerto Internacional Suvarnabhumi                                    | British Airways (Estacional) / Norse Atlantic Airways (inicia el 26 de octubre de 2025)                                                                                     |        |
| Phuket                                          | Aeropuerto Internacional de Phuket                                       | TUI Airways (Estacional) |        |
| Turkmenistán (1 destino, 1 aerolínea)           |                                                                          | |        |
| Asjabad                                         | Aeropuerto Internacional de Asjabad                                      | Turkmenistan Airlines |        |
| Turquía (5 destinos, 6 aerolíneas)              |                                                                          | |        |
| Antalya                                         | Aeropuerto de Antalya                                                    | British Airways (Estacional) / Corendon Airlines (Estacional) / easyJet (Estacional) / Mavi Gök Airlines (Estacional) / SunExpress / TUI Airways (Estacional) / Wizz Air UK |        |
| Bodrum                                          | Aeropuerto de Milas-Bodrum                                               | easyJet (Estacional) / SunExpress (Estacional) (inicia el 4 de mayo de 2026) / TUI Airways (Estacional)                                                                     |        |
| Dalaman                                         | Aeropuerto de Dalaman                                                    | British Airways (Estacional) / easyJet / SunExpress (Estacional) / TUI Airways (Estacional) / Wizz Air UK (Estacional)                                                      |        |
| Esmirna                                         | Aeropuerto de Esmirna-Adnan Menderes                                     | easyJet (Estacional) / SunExpress (Estacional) / TUI Airways (Estacional)                                                                                                   |        |
| Estambul                                        | Aeropuerto de Estambul                                                   | Turkish Airlines / Wizz Air UK |        |
| Uzbekistán (1 destino, 1 aerolínea)             |                                                                          | |        |
| Taskent                                         | Aeropuerto Internacional de Taskent                                      | Uzbekistan Airways |        |
| Europa                                          |                                                                          | |        |
| Albania (1 destino, 1 aerolínea)                |                                                                          | |        |
| Tirana                                          | Aeropuerto Internacional Madre Teresa (inicia el 26 de octubre de 2025)  | |        |
| Alemania (4 destinos, 2 aerolíneas)             |                                                                          | |        |
| Berlín                                          | Aeropuerto de Berlín-Brandeburgo Willy Brandt                            | easyJet |        |
| Düsseldorf                                      | Aeropuerto Internacional de Düsseldorf                                   | easyJet |        |
| Friedrichshafen                                 | Aeropuerto de Friedrichshafen                                            | easyJet (Estacional) |        |
| Hamburgo                                        | Aeropuerto de Hamburgo                                                   | easyJet |        |
| Múnich                                          | Aeropuerto Internacional de Múnich-Franz Josef Strauss                   | easyJet |        |
| Austria (4 destinos, 4 aerolíneas)              |                                                                          | |        |
| Graz                                            | Aeropuerto de Graz\| British Airways (inicia el 21 de noviembre de 2025) | |        |
| Innsbruck                                       | Aeropuerto de Innsbruck                                                  | British Airways (Estacional) / easyJet / TUI Airways (Estacional) |        |
| Salzburgo                                       | Aeropuerto de Salzburgo                                                  | British Airways / easyJet (Estacional) / TUI Airways (Estacional) |        |
| Viena                                           | Aeropuerto de Viena-Schwechat                                            | easyJet (Estacional) (inicia el 4 de diciembre de 2025) / Wizz Air UK |        |
| Bosnia y Herzegovina (1 destino, 1 aerolínea)   |                                                                          | |        |
| Sarajevo                                        | Aeropuerto Internacional de Sarajevo                                     | TUI Airways (Estacional) |        |
| Bulgaria (3 destinos, 3 aerolíneas)             |                                                                          | |        |
| Burgas                                          | Aeropuerto de Burgas                                                     | easyJet (Estacional) / TUI Airways (Estacional) |        |
| Sofía                                           | Aeropuerto de Sofía                                                      | easyJet / TUI Airways (Estacional) |        |
| Varna                                           | Aeropuerto de Varna                                                      | Wizz Air UK |        |
| Chipre (2 destinos, 4 aerolíneas)               |                                                                          | |        |
| Lárnaca                                         | Aeropuerto Internacional de Lárnaca                                      | British Airways / easyJet / TUI Airways (Estacional) / Wizz Air UK |        |
| Pafos                                           | Aeropuerto Internacional de Pafos                                        | British Airways (Estacional) / easyJet / TUI Airways (Estacional) |        |
| Croacia (5 destinos, 4 aerolíneas)              |                                                                          | |        |
| Dubrovnik                                       | Aeropuerto de Dubrovnik                                                  | British Airways / easyJet (Estacional) / TUI Airways (Estacional) |        |
| Pula                                            | Aeropuerto de Pula                                                       | easyJet (Estacional) / TUI Airways (Estacional) |        |
| Rijeka                                          | Aeropuerto de Rijeka                                                     | easyJet (Estacional) |        |
| Split                                           | Aeropuerto de Split                                                      | Croatia Airlines (Estacional)/ easyJet (Estacional) / TUI Airways (Estacional)                                                                                              |        |
| Zadar                                           | Aeropuerto de Zara                                                       | easyJet (Estacional) |        |
| Dinamarca (2 destinos, 2 aerolíneas)            |                                                                          | |        |
| Billund                                         | Aeropuerto de Billund                                                    | Norwegian Air Shuttle |        |
| Copenhague                                      | Aeropuerto de Copenhague-Kastrup                                         | easyJet / Norwegian Air Shuttle |        |
| Eslovenia (1 destino, 1 aerolínea)              |                                                                          | |        |
| Liubliana                                       | Aeropuerto de Liubliana                                                  | easyJet |        |
| Estonia (1 destino, 1 aerolínea)                |                                                                          | |        |
| Tallin                                          | Aeropuerto de Tallin                                                     | airBaltic |        |
| España (24 destinos, 8 aerolíneas)              |                                                                          | |        |
| Alicante                                        | Aeropuerto de Alicante-Elche                                             | British Airways / easyJet / Ryanair / TUI Airways (Estacional) / Vueling (Estacional)                                                                                       |        |
| Almería                                         | Aeropuerto de Almería                                                    | easyJet |        |
| Asturias                                        | Aeropuerto de Asturias                                                   | Vueling |        |
| Barcelona                                       | Aeropuerto Josep Tarradellas Barcelona-El Prat                           | easyJet / Vueling |        |
| Bilbao                                          | Aeropuerto de Bilbao                                                     | Vueling |        |
| Fuerteventura                                   | Aeropuerto de Fuerteventura                                              | British Airways / easyJet / TUI Airways |        |
| Gerona                                          | Aeropuerto de Gerona                                                     | TUI Airways (Estacional) |        |
| Gran Canaria                                    | Aeropuerto de Gran Canaria                                               | British Airways / easyJet / TUI Airways |        |
| Ibiza                                           | Aeropuerto de Ibiza                                                      | British Airways (Estacional) / easyJet (Estacional) / TUI Airways (Estacional)                                                                                              |        |
| Jerez de la Frontera                            | Aeropuerto de Jerez                                                      | TUI Airways (Estacional) |        |
| Lanzarote                                       | Aeropuerto César Manrique Lanzarote                                      | British Airways / easyJet / TUI Airways |        |
| La Coruña                                       | Aeropuerto de La Coruña                                                  | Vueling |        |
| La Palma                                        | Aeropuerto de La Palma                                                   | TUI Airways |        |
| Madrid                                          | Aeropuerto de Madrid-Barajas                                             | Air Europa / easyJet / Iberia Express |        |
| Málaga                                          | Aeropuerto de Málaga-Costa del Sol                                       | British Airways / easyJet / TUI Airways (Estacional) / Vueling / Wizz Air UK (Estacional)                                                                                   |        |
| Menorca                                         | Aeropuerto de Menorca                                                    | British Airways (Estacional) / easyJet (Estacional) / TUI Airways (Estacional)                                                                                              |        |
| Murcia                                          | Aeropuerto Internacional de la Región de Murcia                          | easyJet |        |
| Palma de Mallorca                               | Aeropuerto de Palma de Mallorca                                          | British Airways / easyJet / TUI Airways (Estacional) |        |
| Reus                                            | Aeropuerto de Reus                                                       | TUI Airways (Estacional) |        |
| Santiago de Compostela                          | Aeropuerto de Santiago-Rosalía de Castro                                 | easyJet (Estacional) / Vueling |        |
| Sevilla                                         | Aeropuerto de Sevilla                                                    | British Airways / easyJet / Vueling |        |
| Tenerife                                        | Aeropuerto de Tenerife Sur                                               | British Airways / easyJet / TUI Airways |        |
| Valencia                                        | Aeropuerto de Valencia                                                   | easyJet / Vueling |        |
| Finlandia (5 destinos, 3 aerolíneas)            |                                                                          | |        |
| Helsinki                                        | Aeropuerto de Helsinki-Vantaa                                            | Norwegian Air Shuttle |        |
| Ivalo                                           | Aeropuerto de Ivalo                                                      | British Airways (Estacional) / TUI Airways (Estacional) |        |
| Kittilä                                         | Aeropuerto de Kittilä                                                    | easyJet (Estacional) / TUI Airways (Estacional) |        |
| Kuusamo                                         | Aeropuerto de Kuusamo                                                    | TUI Airways (Estacional) |        |
| Rovaniemi                                       | Aeropuerto de Rovaniemi                                                  | easyJet (Estacional) / Norwegian Air Shuttle (Estacional) / TUI Airways (Estacional)                                                                                        |        |
| Francia (19 destinos, 6 aerolíneas)             |                                                                          | |        |
| Bastia                                          | Aeropuerto de Bastia-Poretta                                             | easyJet (Estacional) |        |
| Biarritz                                        | Aeropuerto de Biarritz–País Vasco                                        | easyJet (Estacional) |        |
| Brest                                           | Aeropuerto de Brest-Bretagne                                             | easyJet (Estacional) / Volotea |        |
| Burdeos                                         | Aeropuerto de Burdeos-Mérignac                                           | British Airways / easyJet |        |
| Calvi                                           | Aeropuerto de Calvi Sainte-Catherine                                     | easyJet (Estacional) |        |
| Chambéry                                        | Aeropuerto de Chambéry                                                   | British Airways (Estacional) / TUI Airways (Estacional) |        |
| Estrasburgo                                     | Aeropuerto de Estrasburgo                                                | easyJet |        |
| Figari                                          | Aeropuerto de Figari Sud-Corse                                           | easyJet (Estacional) |        |
| Grenoble                                        | Aeropuerto de Grenoble-Isère                                             | British Airways (Estacional) / easyJet (Estacional) / Wizz Air UK (Estacional)                                                                                              |        |
| La Rochelle                                     | Aeropuerto de La Rochelle – Île de Ré                                    | easyJet (Estacional) |        |
| Lyon                                            | Aeropuerto de Lyon-Saint Exupéry                                         | British Airways (Estacional) / easyJet |        |
| Marsella                                        | Aeropuerto de Marsella-Provenza                                          | easyJet |        |
| Montpellier                                     | Aeropuerto de Montpellier-Méditerranée                                   | British Airways (Estacional) / easyJet |        |
| Nantes                                          | Aeropuerto de Nantes Atlantique                                          | easyJet |        |
| Niza                                            | Aeropuerto Internacional de Niza-Costa Azul                              | British Airways / easyJet |        |
| París                                           | Aeropuerto de París-Charles de Gaulle                                    | easyJet |        |
| París                                           | Aeropuerto de París-Orly                                                 | Vueling |        |
| Rennes                                          | Aeropuerto de Rennes Saint-Jacques                                       | easyJet |        |
| Tolón                                           | Aeropuerto de Toulon-Hyères                                              | easyJet |        |
| Toulouse                                        | Aeropuerto de Toulouse-Blagnac                                           | easyJet (reinicia el 26 de octubre de 2025) / TUI Airways (Estacional) |        |
| Gibraltar (1 destino, 1 aerolínea)              |                                                                          | |        |
| Gibraltar                                       | Aeropuerto de Gibraltar                                                  | easyJet |        |
| Grecia (16 destinos, 7 aerolíneas)              |                                                                          | |        |
| Atenas                                          | Aeropuerto Internacional Eleftherios Venizelos                           | Aegean Airlines (Estacional) / easyJet / Sky Express / Wizz Air UK |        |
| Cefalonia                                       | Aeropuerto Internacional de Cefalonia                                    | easyJet (Estacional) / TUI Airways (Estacional) |        |
| Corfú                                           | Aeropuerto Internacional de Corfú-Ioannis Kapodistrias                   | British Airways (Estacional) / easyJet (Estacional) / TUI Airways (Estacional)                                                                                              |        |
| Cos                                             | Aeropuerto Internacional de Kos-Hipócrates                               | British Airways (Estacional) / easyJet (Estacional) / TUI Airways (Estacional)                                                                                              |        |
| Heraclión                                       | Aeropuerto Internacional de Heraclión Nikos Kazantzakis                  | British Airways (Estacional) / Corendon Airlines (Estacional) / easyJet (Estacional) / TUI Airways (Estacional)                                                             |        |
| Kalamata                                        | Aeropuerto de Kalamata                                                   | easyJet (Estacional) |        |
| Kavala                                          | Aeropuerto Internacional de Kavala (Grecia)                              | TUI Airways (Estacional) |        |
| La Canea                                        | Aeropuerto Internacional de La Canea                                     | easyJet (Estacional) / TUI Airways (Estacional) |        |
| Miconos                                         | Aeropuerto Nacional de Míconos                                           | easyJet (Estacional) |        |
| Préveza                                         | Aeropuerto Nacional Aktion                                               | easyJet (Estacional) / TUI Airways (Estacional) |        |
| Rodas                                           | Aeropuerto Internacional de Rodas-Diágoras                               | British Airways (Estacional) / easyJet (Estacional) / TUI Airways (Estacional)                                                                                              |        |
| Salónica                                        | Aeropuerto Internacional Macedonia                                       | British Airways (Estacional) / easyJet / TUI Airways (Estacional) |        |
| Santorini                                       | Aeropuerto Nacional de Santorini (Thira)                                 | easyJet (Estacional) |        |
| Samos                                           | Aeropuerto Internacional de Samos                                        | TUI Airways (Estacional) |        |
| Scíathos                                        | Aeropuerto Internacional de Scíathos                                     | easyJet (Estacional) / TUI Airways (Estacional) |        |
| Zante                                           | Aeropuerto Internacional de Zante                                        | easyJet (Estacional) / TUI Airways (Estacional) |        |
| Guernsey (1 destino, 1 aerolínea)               |                                                                          | |        |
| Guernsey                                        | Aeropuerto de Guernsey                                                   | Aurigny |        |
| Hungría (1 destino, 3 aerolíneas)               |                                                                          | |        |
| Budapest                                        | Aeropuerto de Budapest-Ferenc Liszt                                      | easyJet / TUI Airways (Estacional) / Wizz Air UK |        |
| Irlanda (3 destinos, 2 aerolíneas)              |                                                                          | |        |
| Cork                                            | Aeropuerto de Cork                                                       | Ryanair |        |
| Dublín                                          | Aeropuerto de Dublín                                                     | British Airways / Ryanair |        |
| Shannon                                         | Aeropuerto Internacional de Shannon                                      | Ryanair |        |
| Irlanda del Norte (2 destinos, 1 aerolínea)     |                                                                          | |        |
| Belfast                                         | Aeropuerto Internacional de Belfast                                      | easyJet |        |
| Belfast                                         | Aeropuerto de la Ciudad de Belfast George Best                           | easyJet |        |
| Italia (20 destinos, 7 aerolíneas)              |                                                                          | |        |
| Ancona                                          | Aeropuerto de Ancona-Falconara                                           | easyJet (Estacional) |        |
| Bari                                            | Aeropuerto de Bari-Palese                                                | British Airways (Estacional) / easyJet |        |
| Bolonia                                         | Aeropuerto de Bolonia                                                    | easyJet |        |
| Bolzano                                         | Aeropuerto de Bolzano                                                    | SkyAlps |        |
| Bríndisi                                        | Aeropuerto de Bríndisi                                                   | easyJet (Estacional) |        |
| Cagliari                                        | Aeropuerto de Cagliari-Elmas                                             | British Airways (Estacional) / easyJet (Estacional) |        |
| Catania                                         | Aeropuerto de Catania-Fontanarossa                                       | British Airways (Estacional) / easyJet / Wizz Air UK (Estacional) |        |
| Florencia                                       | Aeropuerto de Florencia                                                  | Vueling |        |
| Lamezia Terme                                   | Aeropuerto Internacional de Lamezia Terme                                | TUI Airways (Estacional) |        |
| Milán                                           | Aeropuerto de Milán-Malpensa                                             | easyJet / Wizz Air UK (finaliza el 25 de octubre de 2025) |        |
| Milán                                           | Aeropuerto de Milán-Linate                                               | easyJet |        |
| Nápoles                                         | Aeropuerto de Nápoles-Capodichino                                        | easyJet / TUI Airways (Estacional) |        |
| Olbia                                           | Aeropuerto de Olbia-Costa Smeralda                                       | easyJet / TUI Airways (Estacional) |        |
| Palermo                                         | Aeropuerto de Palermo-Punta Raisi                                        | easyJet |        |
| Pisa                                            | Aeropuerto de Pisa                                                       | easyJet |        |
| Rímini                                          | Aeropuerto de Rímini                                                     | easyJet (Estacional) |        |
| Roma                                            | Aeropuerto de Roma-Fiumicino                                             | easyJet / ITA Airways (Estacional) / Vueling / Wizz Air UK (finaliza el 25 de octubre de 2025)                                                                              |        |
| Salerno                                         | Aeropueto de Salerno Costa d'Amalfi                                      | British Airways (Estacional) / easyJet (Estacional) |        |
| Turín                                           | Aeropuerto de Turín-Caselle                                              | British Airways / easyJet / TUI Airways (Estacional) |        |
| Venecia                                         | Aeropuerto Internacional Marco Polo                                      | easyJet |        |
| Verona                                          | Aeropuerto de Verona-Villafranca                                         | British Airways / easyJet / TUI Airways (Estacional) |        |
| Isla de Man (1 destino, 1 aerolínea)            |                                                                          | |        |
| Isla de Man                                     | Aeropuerto de la Isla de Man                                             | easyJet |        |
| Islas Feroe (1 destino, 1 aerolínea)            |                                                                          | |        |
| Vágar                                           | Aeropuerto de Vágar                                                      | Atlantic Airways (Estacional) |        |
| Islandia (2 destinos, 3 aerolíneas)             |                                                                          | |        |
| Akureyri                                        | Aeropuerto de Akureyri                                                   | easyJet |        |
| Reikiavik                                       | Aeropuerto Internacional de Keflavík                                     | easyJet / Icelandair / TUI Airways (Estacional) |        |
| Jersey (1 destino, 2 aerolíneas)                |                                                                          | |        |
| Jersey                                          | Aeropuerto de Jersey                                                     | British Airways / easyJet |        |
| Letonia (1 destino, 2 aerolíneas)               |                                                                          | |        |
| Riga                                            | Aeropuerto Internacional de Riga                                         | airBaltic / Norwegian Air Shuttle |        |
| Macedonia del Norte (1 destino, 1 aerolínea)    |                                                                          | |        |
| Ohrid                                           | Aeropuerto de Ohrid San Pablo Apóstol                                    | TUI Airways (Estacional) (reinicia el 27 de mayo de 2026) |        |
| Malta (1 destino, 4 aerolíneas)                 |                                                                          | |        |
| Malta                                           | Aeropuerto Internacional de Malta                                        | British Airways / easyJet / KM Malta Airlines |        |
| Montenegro (2 destinos, 2 aerolíneas)           |                                                                          | |        |
| Podgorica                                       | Aeropuerto de Podgorica                                                  | Wizz Air UK (Estacional) |        |
| Tivat                                           | Aeropuerto de Tivat                                                      | easyJet (Estacional) |        |
| Noruega (6 destinos, 3 aerolíneas)              |                                                                          | |        |
| Ålesund                                         | Aeropuerto de Ålesund-Vigra                                              | Norwegian Air Shuttle |        |
| Bergen                                          | Aeropuerto de Bergen-Flesland                                            | Norwegian Air Shuttle |        |
| Oslo                                            | Aeropuerto de Oslo-Gardermoen                                            | Norwegian Air Shuttle / TUI Airways (Estacional) |        |
| Stavanger                                       | Aeropuerto de Stavanger-Sola                                             | Norwegian Air Shuttle |        |
| Tromsø                                          | Aeropuerto de Tromsø-Langnes                                             | easyJet (Estacional) / Norwegian Air Shuttle |        |
| Trondheim                                       | Aeropuerto de Trondheim-Værnes                                           | Norwegian Air Shuttle |        |
| Países Bajos (1 destino, 1 aerolínea)           |                                                                          | |        |
| Ámsterdam                                       | Aeropuerto de Ámsterdam-Schiphol                                         | easyJet |        |
| Polonia (3 destinos, 2 aerolíneas)              |                                                                          | |        |
| Breslavia                                       | Aeropuerto de Breslavia-Copérnico                                        | Wizz Air UK |        |
| Cracovia                                        | Aeropuerto de Cracovia-Juan Pablo II                                     | easyJet / Wizz Air UK |        |
| Varsovia                                        | Aeropuerto de Varsovia-Chopin                                            | Wizz Air UK |        |
| Portugal (4 destinos, 5 aerolíneas)             |                                                                          | |        |
| Faro                                            | Aeropuerto de Faro                                                       | British Airways / easyJet / TUI Airways (Estacional) / Wizz Air UK (Estacional)                                                                                             |        |
| Funchal                                         | Aeropuerto de Madeira                                                    | British Airways / easyJet |        |
| Lisboa                                          | Aeropuerto Internacional de Lisboa                                       | easyJet / TAP Air Portugal |        |
| Oporto                                          | Aeropuerto de Oporto-Francisco Sá Carneiro                               | British Airways / easyJet / TAP Air Portugal |        |
| República Checa (1 destino, 2 aerolíneas)       |                                                                          | |        |
| Praga                                           | Aeropuerto de Praga                                                      | easyJet / Wizz Air UK |        |
| Suecia (3 destinos, 2 aerolíneas)               |                                                                          | |        |
| Estocolmo                                       | Aeropuerto de Estocolmo-Arlanda                                          | Norwegian Air Shuttle |        |
| Gotemburgo                                      | Aeropuerto de Gotemburgo-Landvetter                                      | Norwegian Air Shuttle (Estacional) |        |
| Sälen/Trysil                                    | Aeropuerto de las montañas escandinavas                                  | easyJet (Estacional) (inicia el 6 de diciembre de 2025) / TUI Airways (inicia el 21 de diciembre de 2025)                                                                   |        |
| Suiza Francia Alemania (1 destino, 1 aerolínea) |                                                                          | |        |
| Basilea/Mulhouse/Friburgo                       | Aeropuerto de Basilea-Mulhouse-Friburgo                                  | easyJet |        |
| Suiza (2 destinos, 4 aerolíneas)                |                                                                          | |        |
| Ginebra                                         | Aeropuerto Internacional de Ginebra                                      | British Airways (Estacional) / easyJet / Swiss (Estacional) / TUI Airways (Estacional) (reinicia el 20 de diciembre de 2025)                                                |        |
| Zúrich                                          | Aeropuerto Internacional de Zúrich                                       | easyJet / Swiss |        |

## Estadísticas

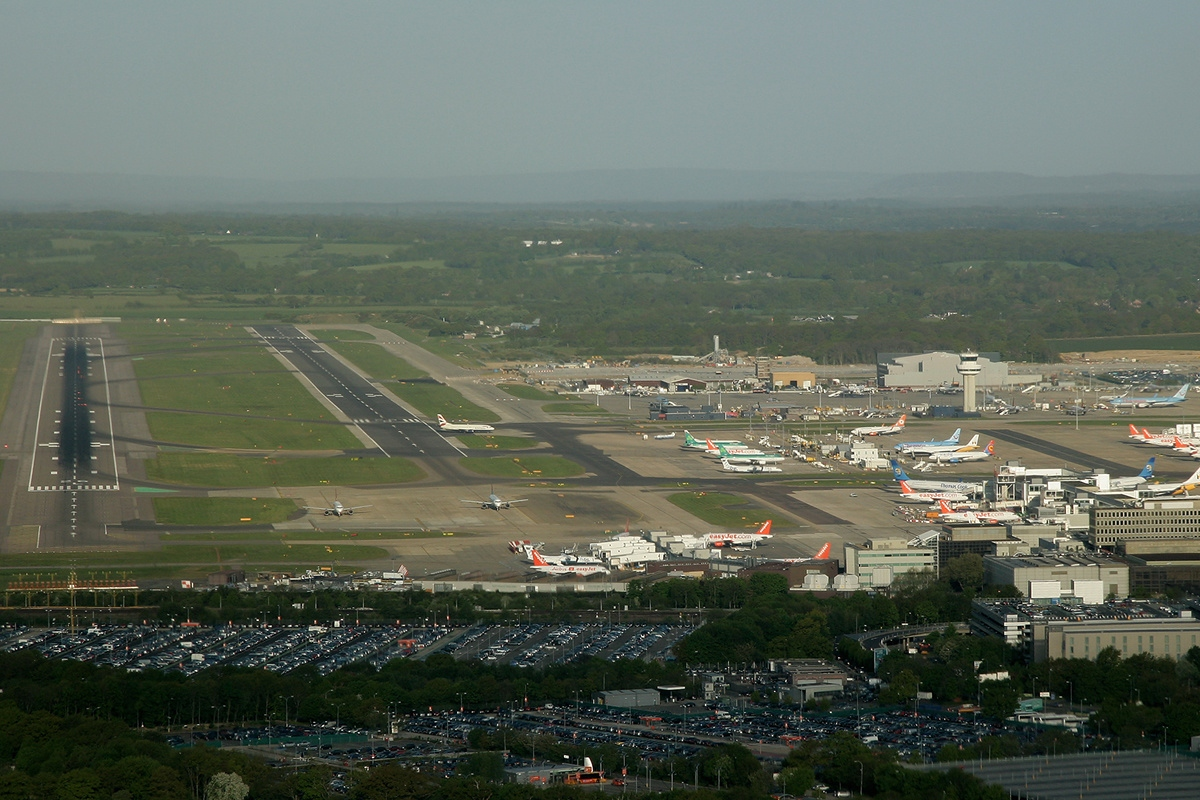
Pistas de aterrizaje.

### Tráfico anual
Gatwick manejó 186 172 pasajeros durante sus primeros siete meses de operación después de la reconstrucción de 1956–58; el número anual de pasajeros que pasaban por el aeropuerto era de 368 000 en 1959 y de 470 000 en 1960. El número de pasajeros alcanzó el millón por primera vez durante el año fiscal 1962-63, y British United Airways (BUA) representó cuatro quintos. La marca de 1.5 millones se superó por primera vez durante el año fiscal 1966-1967. Esta fue también la primera vez que más de medio millón de pasajeros regulares utilizaron el aeropuerto. Gatwick acomodó a dos millones de pasajeros por primera vez durante el año fiscal 1967-68 y tres millones en el año fiscal 1969-70, con BUA representando casi la mitad. A principios de la década de 1970, 5 millones de pasajeros utilizaron Gatwick cada año, con un récord de 5.7 millones durante el año fiscal 1973-74. Durante ese período, British Caledonian representó aproximadamente la mitad de todos los pasajeros chárter y tres cuartos de los pasajeros regulares. En una década, el número anual de pasajeros se duplicó, a 10 millones; se duplicaron nuevamente, a más de 20 millones, a fines de la década de 1980. Para el cambio de milenio, Gatwick manejaba más de 30 millones de pasajeros al año.
|                                                                                    | Número de pasajeros | Cambio porcentual | Número de movimientos | Flete (toneladas) |
| ---------------------------------------------------------------------------------- | ------------------- | ----------------- | --------------------- | ----------------- |
| 2000                                                                               | 32,068,540          | –                 | 260,859               | 318,905           |
| 2001                                                                               | 31,181,770          | 2.8%              | 252,543               | 280,098           |
| 2002                                                                               | 29,627,420          | 5.0%              | 242,379               | 242,519           |
| 2003                                                                               | 30,005,260          | 1.3%              | 242,731               | 222,916           |
| 2004                                                                               | 31,466,770          | 4.9%              | 251,195               | 218,204           |
| 2005                                                                               | 32,775,695          | 4.2%              | 261,292               | 222,778           |
| 2006                                                                               | 34,163,579          | 4.2%              | 263,363               | 211,857           |
| 2007                                                                               | 35,216,113          | 3.1%              | 266,550               | 171,078           |
| 2008                                                                               | 34,205,887          | 2.9%              | 263,653               | 107,702           |
| 2009                                                                               | 32,392,520          | 5.3%              | 251,879               | 74,680            |
| 2010                                                                               | 31,375,290          | 3.1%              | 240,500               | 104,032           |
| 2011                                                                               | 33,674,264          | 7.3%              | 251,067               | 88,085            |
| 2012                                                                               | 34,235,982          | 1.7%              | 246,987               | 97,567            |
| 2013                                                                               | 35,444,206          | 3.5%              | 250,520               | 96,724            |
| 2014                                                                               | 38,103,667          | 7.5%              | 259,692               | 88,508            |
| 2015                                                                               | 40,269,087          | 5.7%              | 267,760               | 73,371            |
| 2016                                                                               | 43,119,628          | 7.1%              | 280,666               | 79,588            |
| 2017                                                                               | 45,516,700          | 5.2%              | 285,969               | 97,045            |
| 2018                                                                               | 46,075,400          | 1.1%              | 283,926               | 112,676           |
| 2019                                                                               | 46,574,786          | 1.1%              | 282,896               | 110,358           |
| 2020                                                                               | 10,171,867          | 78.2%             | 79,489                | 26,063            |
| 2021                                                                               | 6,260,072           | 38.5%             | 52,000                | 11,623            |
| 2022                                                                               | 32,800,000          | 423.9%            | 217,524               | N/D               |
| 2023                                                                               | 40,894,242          | 24.7%             | 253,047               | 61,123            |
| 2024                                                                               | 43,242,000          | 5.7%              | 265,358               | 103,961           |
| Fuente 2000–2016: UK Civil Aviation Authority Fuente 2017: Gatwick Airport Limited |                     |                   |                       |                   |

Notas:
1. ↑  1 de abril de 1962 al 31 de marzo de 1963
2. ↑  1 de abril de 1966 al 31 de marzo de 1967
3. ↑  1 de abril de 1967 al 31 de marzo de 1968
4. ↑  1 de abril de 1969 al 31 de marzo de 1970
5. ↑  1 de abril de 1973 al 31 de marzo de 1974
6. ↑  número de pasajeros, incluidos nacionales e internacionales
7. ↑  el número de movimientos representa el total de despegues y aterrizajes de aeronaves durante cada año

### Rutas más transitadas
| Puesto | Aeropuerto                    | Pasajeros | Variación % |
| ------ | ----------------------------- | --------- | ----------- |
| 1      | Barcelona, España             | 1,350,954 | 5.84%       |
| 2      | Málaga, España                | 1,197,738 | 6.75%       |
| 3      | Dublín, Irlanda               | 1,053,277 | 17.71%      |
| 4      | Roma, Italia                  | 927,798   | 16.39%      |
| 5      | Dubái, Emiratos Árabes Unidos | 925,000   | 4.61%       |
| 6      | Faro, Portugal                | 853,429   | 0.75%       |
| 7      | Alicante, España              | 787,710   | 6.81%       |
| 8      | Milán, Italia                 | 778,472   | 12.75%      |
| 9      | Ginebra, Suiza                | 764,195   | 3.52%       |
| 10     | Antalya, Turquía              | 739,804   | 6.55%       |

| Puesto                 | Aeropuerto            | Pasajeros | Variación % |
| ---------------------- | --------------------- | --------- | ----------- |
| 1                      | Edimburgo             | 476,152   | 3.64%       |
| 2                      | Glasgow               | 455,095   | 2.37%       |
| 3                      | Belfast-International | 444,142   | 8.33%       |
| 4                      | Jersey                | 381,611   | 11.31%      |
| 5                      | Belfast-City          | 277,800   | 18.98%      |
| 6                      | Guernsey              | 254,601   | 17.22%      |
| 7                      | Inverness             | 222,417   | 0.25%       |
| 8                      | Aberdeen              | 196,469   | 0.80%       |
| 9                      | Isla de Man           | 165,643   | 3.32%       |
| 10                     | Newquay               | 83,252    | 0.83%       |
| Fuente: CAA Statistics |                       |           |             |

## Aeropuertos cercanos
Los aeropuertos más cercanos son:
- Aeropuerto de Londres-Heathrow (40 km)
- Aeropuerto de la Ciudad de Londres (42 km)
- Aeropuerto de Londres-Luton (82 km)
- Aeropuerto Internacional de Southampton (83 km)
- Aeropuerto de Londres-Stansted (87 km)